# Hanau West
Hanau West – przystanek kolejowy w Hanau, w kraju związkowym Hesja, w Niemczech. Znajduje się tu 1 peron.
| Hanau West        |  |                    |
| Linia             |  |                    |
| Hanau-Wilhelmsbad |  | Hanau Hauptbahnhof |